# Médecine traditionnelle camerounaise
 (juin 2024).

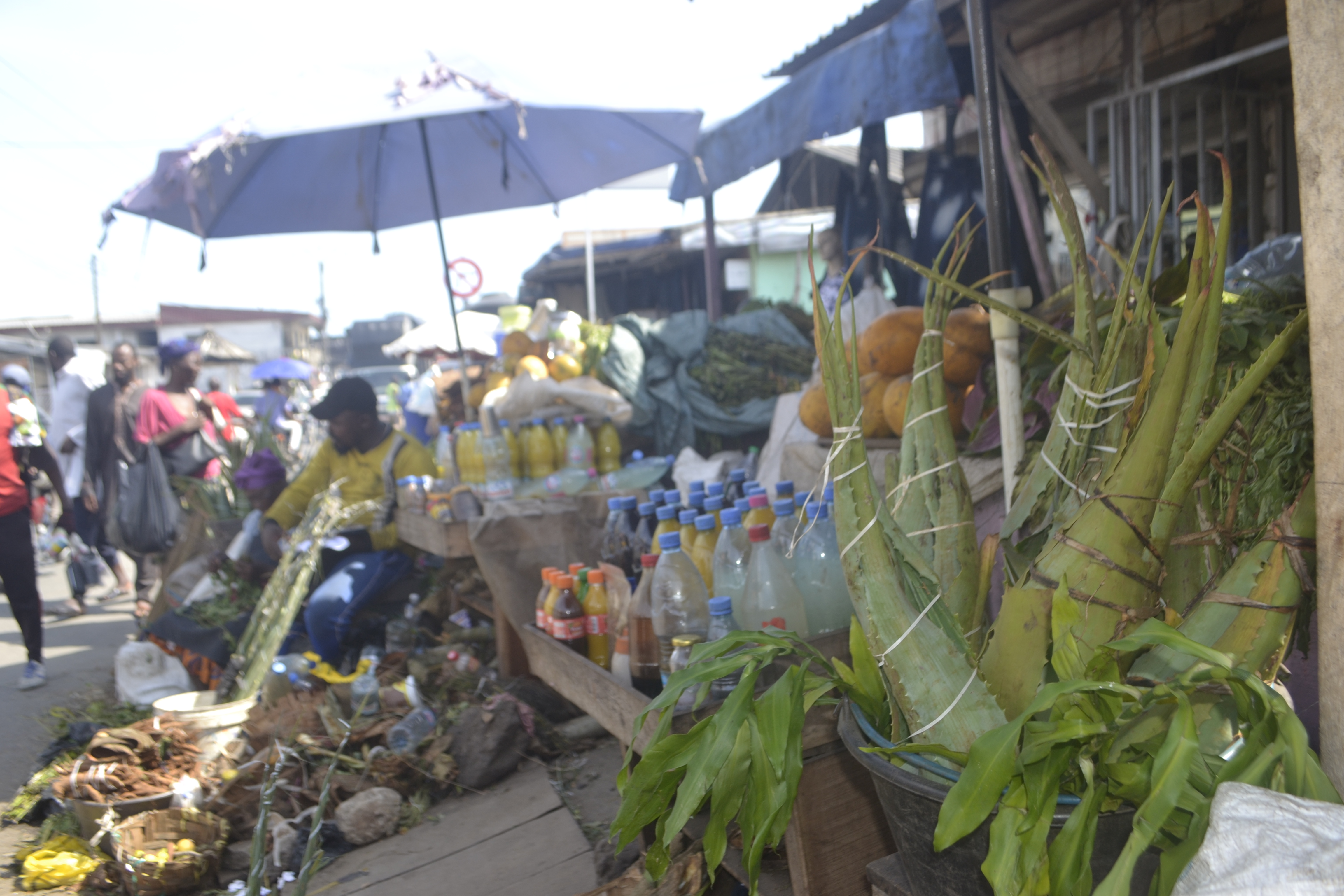
Herboristerie au Cameroun.

La médecine  traditionnelle  camerounaise est une forme de médecine non conventionnelle et un art de guérison basés les plantes médicinales, les produits d'origine animale, associés à des pratiques traditionnelles selon les croyances. Intégrée au système de santé camerounais, elle est appréciée par la majorité de la population,.

## Un héritage
Dans les communautés camerounaises, la médecine traditionnelle fait partie de l'héritage culturel et contribue à l’offre de soins. Il s'agit d'une forme de médecine léguée à des descendances locales par leurs aïeux qui se servent des composantes biophysiques de la nature pour se préserver et se maintenir en santé.
Selon l’Organisation Mondiale de la Santé, la majorité de la population africaine l'emploie pour ses soins de santé car elle est reconnue fiable, acceptable et d’un prix abordable. En mai 2020, le président Paul Biya lance un appel à « des experts en médecine traditionnelle africaine » en vue de trouver des solutions endogènes au traitement contre le coronavirus du territoire camerounais.

## Domaine

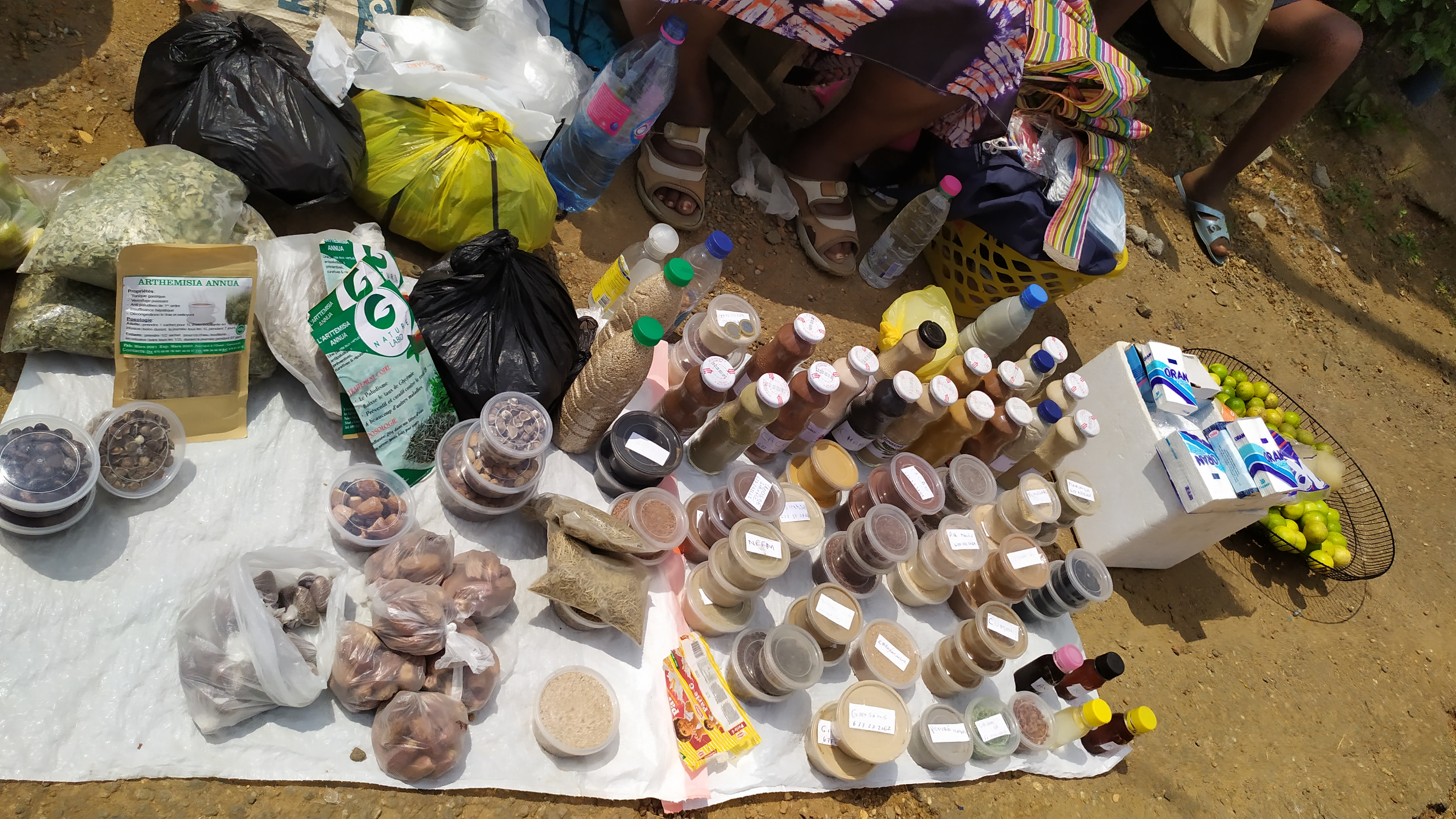
Commercialisation plantes et médécine traditionnelle au Cameroun

Selon le Professeur Louis Richard Njock,  la médecine traditionnelle au Cameroun est l'ensemble des « connaissances, compétences et pratiques qui reposent, rationnellement ou non, sur les théories, croyances et expériences propres à une culture et qui sont utilisées pour maintenir les êtres humains en santé ainsi que pour prévenir, diagnostiquer, traiter et guérir des maladies physiques et mentales ». 